# 日本自動車タイヤ協会
一般社団法人日本自動車タイヤ協会（にほんじどうしゃタイヤきょうかい、英: Japan Automobile Tyre Manufacturers Association）は、自動車タイヤ製造業の発展向上を図るため、日本国内のタイヤメーカーにより1947年に設立された団体。略称はJATMA（ジャトマ）。所在地は東京都港区虎ノ門。公益法人制度改革に伴い、2011年4月1日より一般社団法人となる。

## 概要
日本自動車タイヤ協会は、自動車タイヤの生産、流通、消費及び貿易に関する調査研究、安全及び環境保全に関する施策の立案及びその推進を行うことを目的としている。現在の主な事業は次の通りである。

### 需要動向調査・統計整備
1. 自動車タイヤの需要動向調査を行い、国内需要見通しを毎年公表している。また、自動車タイヤの生産、販売、在庫、原材料消費、輸入、輸出の実績、時系列統計表などの各種統計データを整備している。

### タイヤの安全対策
1. タイヤの安全基準：「自動車用タイヤの選定・使用・整備基準」を規定し、安全性が確保されるよう啓発等を行っている。また、安全基準の統一等について国際機関・海外各国政府及びタイヤ関連諸団体との調整、交流の促進を行っている。
2. タイヤの規格：政府や各種自動車関係団体とともにISOのTC31(タイヤ・リム・バルブ)をはじめとする国際規格の作成に参画し、国際的な整合性、グローバル化の進展に貢献している。また、自動車タイヤ、リム及びバルブの諸元に関する規格を「JATMA YEAR BOOK」として毎年発行している。この規格は1982年6月から車両検査業務等に採用され、米国の安全基準にも引用されるなど、米国のTRA[2]や欧州のETRTO[3]の規格と同様に国際的に認知されている。
3. タイヤ点検：春と秋の全国交通安全運動、夏の浜名湖、4月8日のタイヤの日などに路上タイヤ点検を実施して、タイヤの適正使用、適正整備等の安全啓発活動を行っている。なお、点検結果を毎年公表している。
4. タイヤの検査判定：全国7カ所の検査所において、損傷等不具合品の原因究明のための検査判定、消費者相談を行っている。また、司法、警察当局等の依頼による検査、鑑定等を行っている。
5. その他、安全啓発等：空気充填の講習会、タイヤリコール制度の周知徹底、各国安全認証制度への対応等を行っている。

### タイヤの環境対策
1. 3Rへの取組み：循環型社会構築に向けて3R（リデュース、リユース、リサイクル）の総合的推進、地球温暖化対策、ライフサイクルアセスメント等への対応を行っている。
2. 原状回復支援：廃タイヤの不法集積等に対して自治体が行う原状回復の取組みを支援している。

## 沿革
日本自動車タイヤ協会の沿革は次の通りである。

- 1947年9月26日 - 設立総会を開催。
- 1948年5月1日 - 東京都中央区に事務所を設置。
- 1949年8月 - 正しい使用法の解説書「タイヤ使用法」を刊行。
- 1953年4月 - タイヤの需要予測を開始。
- 1954年6月 - 全国7カ所の地方事務所でタイヤ検査事業を開始。
- 1956年 - 米国TRA YEAR BOOK[6]の内容変更に対応しJIS改訂に参画。
- 1957年12月 - 東京都港区に事務所を移転。
- 1965年 - スノータイヤ一覧表、タイヤパターン一覧表を作成。
- 1968年 - 20周年を契機に社団法人設立を申請。12月20日に認可。
- 1971年 - 「自動車用タイヤ安全基準」を策定。JATMA自動車用タイヤ安全基準（品質基準、使用基準）乗用車用タイヤ編を刊行。
- 1971年 - 廃タイヤ問題への対応を開始。
- 1972年 - ISO/TC31（タイヤ・リム・バルブ）及び傘下各SCにParticipating Member(正会員）として加入。
- 1976年 - 「すり減ったタイヤ使用追放」のスポットCMを放映。
- 1977年 - パンフレット「スチールラジアルの正しい使用法」を刊行。
- 1981年 - 日本自動車タイヤ規格（タイヤ諸元）を改め、米国TRA[2]、欧州ETRTO[3]に匹敵する総合規格集 JATMA YEAR BOOK を作成、英語版も併せて発行し、国内外に広く配布。
- 1982年6月 - JATMA YEAR BOOK が運輸省に公認され、新車の型式認証、車検の際の基準として採用される。同時に米国の連邦安全基準(FMVSS)にも正式採用される。
- 1982年11月 - スパイクタイヤの粉塵公害問題に対応し、スタッドレスタイヤの公開テストを開始。
- 1983年 - 小冊子「みんなで考えようスパイクタイヤ問題」を作成し配布。
- 1983年 - 「日本のタイヤ産業」の刊行を開始。
- 1986年 - スタッドレスタイヤの大規模な性能確認テストを札幌において実施。以降10年間にわたりスタッドレスタイヤの普及促進と性能確認のための共同試験を実施。
- 1991年12月 - 大分県三光村で廃タイヤ60万本の火災が発生。後の原状回復支援等一連の環境対策の契機となる。
- 1992年3月 - セメント工場へのタイヤ投入設備の無償貸与制度を創設。
- 1994年 - 廃掃法の指定一般廃棄物制度に対応するためタイヤリサイクル協議会を設置。
- 1997年 - タイヤ基準の国際的統合を目的としてワイントンで開催されたTBRD[7]のタイヤセクターに参加。
- 2000年 - 4月8日をタイヤの日とし、路上タイヤ点検に加え、全国ネットのラジオCM等による安全啓発活動を展開。
- 2001年 - 前年に米国で発生したタイヤリコール等に伴い、一般ユーザーのタイヤ安全使用への関心が高まり検査本数が2万本を越える。検査の信頼性を高めるため、判定技術の標準化と判定マニュアルを充実。
- 2004年 - 日本タイヤリサイクル協会の解散に伴い、同協会の事業を承継。
- 2010年 - 前年に制定した低燃費タイヤ等普及促進に関する表示ガイドライン（ラベリング制度）の運用を開始。
- 2011年 - 一般社団法人に移行。